# Revalvacija
Revalvacija je službena promjena pariteta neke nacionalne valute utvrđivanjem njezine više vrijednosti u odnosu na neku stabilnu valutu ili u odnosu na neko drugo mjerilo. Revalvacija je generalno neuobičajena - uglavnom će prije jedna zemlja devalvirati valutu, tj. utvrditi njenu nižu vrijednost. 
Revalvacija zahtijeva od državne središnje banke da je spremna kupovati strane valute po novim tečajevima. Kao posljedica revalvacije izvozna roba biće skuplja u inozemstvu, dok će uvozna roba naprotiv biti jeftinija. 
Tijekom 1990-ih i 2000-ih Poljska, Rusija, Rumunjska i Turska su revalvilari svoje nacionalne valute. Namjera im je bila da njihove nacionalne valute "počnu od nule", umjesto da dozvole inflaciji da se zahukta, kao što je bio jedno vrijeme slučaj u ovim državama. U prosincu 2009., Sjeverna Koreja također je revalvirala svoju valutu da bi smanjila značaj privatne ekonomije u zemlji.